# روح روحي (ألبوم)
روح روحي هو أحد ألبومات المطربة نجوى كرم وصدر في عام 1999 وقد احتوى الألبوم على سبع أغاني.

## الأغاني
1. الوفية
2. إن رديت عليك
3. روح روحي
4. عرفتو قلبي لمين
5. عطشانة
6. كيف بداويك
7. ما برضى غيرك

## روابط خارجية
- روح روحي على موقع أول موفي (الإنجليزية)